# 나는 살아야 한다 (1976년 영화)
"나는 살아야 한다"는 한국에서 제작된 최하원 감독의 1976년 영화이다. 이정길 등이 주연으로 출연하였고 박인재 등이 제작에 참여하였다.

## 출연

### 주연
- 이정길
- 이정자
- 우연정